# Отступное
Отступно́е — один из способов прекращения обязательства, состоящий в предоставлении должником кредитору взамен исполнения денег, иного имущества.
Законодательное закрепление отступное получило в статье 409 Гражданского кодекса Российской Федерации. Так, указанная статья гласит:
По соглашению сторон обязательство может быть прекращено предоставлением взамен исполнения отступного (уплатой денег, передачей имущества).
По сути договор отступного является соглашением о замене исполнения. Отличается от договора новации, хотя в случае передачи в отступное долговых бумаг может выполнять те же функции.